# 拉拉泽
拉拉泽（法語：Larrazet，法語發音：[laʁazɛ]），又称拉腊泽，是法国奧克西塔尼大區塔恩-加龙省的一个市镇，属于卡斯泰尔萨拉桑区。

## 地理
拉拉泽（43°55'51"N, 1°4'57"E）面积14.91 平方千米，位于法国奧克西塔尼大區塔恩-加龙省，该省份为法国西南部内陆省份，北起顺时针与洛特省、阿韦龙省、塔恩省、上加龙省、热尔省和洛特-加龙省接壤。
与拉拉泽接壤的市镇（或旧市镇、城区）包括：贝尔贝斯、加尔冈维拉、拉布尔加德、蒙塔安、圣萨尔多斯、塞里尼亚克。

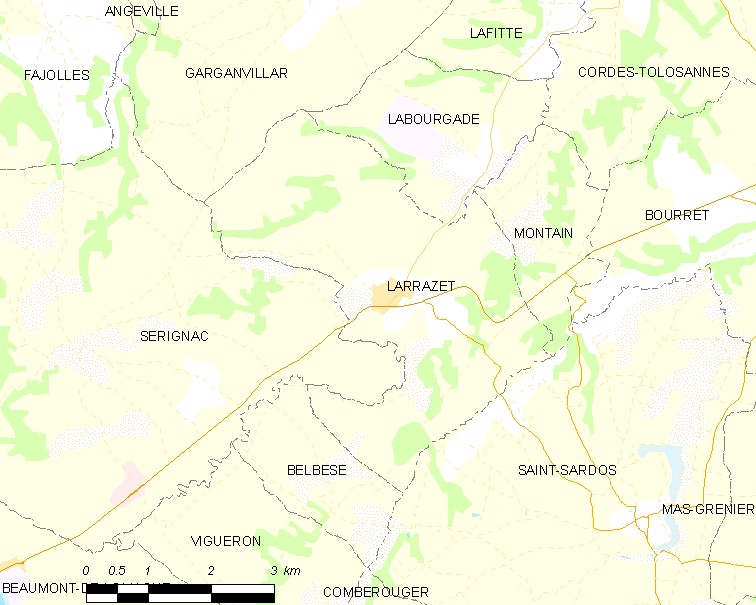
拉拉泽的OSM定位图

拉拉泽的时区为UTC+01:00、UTC+02:00（夏令时）。

## 行政
拉拉泽的邮政编码为82500，INSEE市镇编码为82093。

## 政治
拉拉泽所属的省级选区为博蒙德洛马涅县。

## 人口

1962-2008年间拉拉泽人口变化图示

拉拉泽于2022年1月1日时的人口数量为686人。